# تفجير كابول الانتحاري أغسطس 2018
تفجير كابول الانتحاري أغسطس 2018 هو تفجير انتحاري وقع يوم الأربعاء 15 أغسطس 2018 في مركز تعليمي في منطقة يغلب على سكانها الشيعة في العاصمة كابول. أعلنت وزارة الصحة العامة الأفغانية أن 48 شخصًا بينهم 34 طالبًا قتلوا، بينما أصيب 67 آخرون. أعلن داعش مسؤوليته عن الانفجار.

## الهجوم
في بعد ظهر يوم الأربعاء 15 أغسطس 2018 هز تفجير انتحاري مركزا تعليميا باسم «أكاديمية موعود» بمنطقة داشي بارشي غرب عاصمة البلاد كابول. وقد استهدف الهجوم مجموعة من الطلبة الذين كانوا يستعدون لاختبار دخول الجامعة. دخل الانتحاري المركز التعليمي من مدخل خلفي، وتسلل إلى الغرفة الدراسية التي كان يجتمع فيها عشرات الطلاب وهناك فجر حزاما ناسفا كان يحمله.
وفقًا لوزارة الصحة العامة الأفغانية، أن 48 شخصًا بينهم 34 طالبًا في العشرين من العمر، قتلوا في هذا الهجوم وأصيب 67 آخرون.
وأعتبرت صحيفة واشنطن بوست الهجوم علی مركز موعود التعليمي في المنطقة الشيعية في كابول «من أكثر الهجمات دموية في المدينة في السنوات العديدة الماضية».

## المسئولية
نفى المتحدث باسم طالبان ذبيح الله مجاهد تورط الحركة في الانفجار. ولم تعلن أي جهة على الفور مسئوليتها عن التفجير، لكن الهجوم کان يحمل بصمات تنظيم داعش الذي نفذ هجمات سابقة كثيرة على أهداف للشيعة وطائفة الهزارة في كابول من المساجد والأضرحة وغيرها من الأماكن.
وفيما بعد أعلن تنظيم الدولة الإسلامية مسؤوليته عن الهجوم واعترف بأن الانتحاري الذي فجر نفسه کان يعرف باسم عبد الرؤوف الخراساني.

## ردود الفعل
- أفغانستان: قال وزير الداخلية الأفغاني واعظ أحمد برمك بعد الهجوم: «ان هجمات الجماعات الإسلامية المتشددة على المؤسسات التعليمية تعد واحدة من القضايا المرعبة التي تواجهها بلادنا».[6] كما عبّر الرئيس الأفغاني أشرف غاني عن استنكاره الشديد لهذا الهجوم مؤكدًا أن «الارهابيين وخلال مهاجمتهم للمراكز التعليمية والثقافية يظهرون إنهم هم بأنفسهم أعداء الإسلام وتعاليم النبي».[7]
- باكستان: قال المتحدث باسم وزارة الخارجية الباكستانية، محمد فيصل، إن باكستان تدين «العمل الإرهابي اللا إنساني والغامض في المركز التعليمي في كابول».[8] كما أدان رئيس الوزراء الباكستاني عمران خان الهجوم الانتحاري على المركز.[9]